# 迪爾斯泰德附近韋克
迪爾斯泰德附近韋克（荷蘭語：Wijk bij Duurstede）是荷蘭的一個市镇，位於荷蘭中部，在行政區劃上屬於烏德勒支省。迪爾斯泰德附近韋克臨萊茵河，2007年有人口23,377人。

## 外部連結
- Official website （页面存档备份，存于）